# Amy Lagergren
Amalia (Amy) Maria (Anny) Lovisa Lagergren, född Grundal 9 juni 1842 i Stockholm, död där 17 juli 1921, var en svensk konstnär.
Hon var dotter till rådmannen i Stockholm Otto Daniel Grundal och Amalia Charlotta Ulrika Dybeck och från 1863 gift med brukspatronen i Duvåker Carl Gustaf (Gösta) Lagergren och mor till arkitekten och grafikern Edvard Lagergren. Hennes konst består av miljöbilder från trakterna kring Klosters bruk i Dalarna utförda i olja eller akvarell.